# Midnight Band
Midnight Band var en svensk jazzgrupp som deltog i den svenska Melodifestivalen 2000 med melodin Tillsammans. Den slutade på sjätte plats, och testades på Svensktoppen den 22 april år 2000, men missade listan.

## Diskografi

### Album
| Titel                              | Utgivningsår | Källor |
| ---------------------------------- | ------------ | ------ |
| Let There Be Love (med Peter Getz) | 2000         | [ 3 ]  |

### Singlar
| Titel                | Utgivningsår | Källor |
| -------------------- | ------------ | ------ |
| Tillsammans/Together | 2000         | [ 4 ]  |

### Fotnoter
1. ↑  ”Svensktoppen”. Sveriges Radio. 22 april 2000. https://sverigesradio.se/p4/svetop/2000/000422sv.htm. Läst 24 januari 2008.
2. ↑  ”Svensktoppen”. Sveriges Radio. 29 april 2000. https://sverigesradio.se/p4/svetop/2000/000429sv.htm. Läst 24 januari 2008.
3. ↑  ”Let There Be Love”. Svensk mediedatabas. 22 mars 2000. https://smdb.kb.se/catalog/id/001543432. Läst 15 februari 2020.
4. ↑  ”Tillsammans”. Svensk mediedatabas. 22 mars 2000. https://smdb.kb.se/catalog/id/002119555. Läst 15 februari 2020.